# Półwysep Jutlandzki

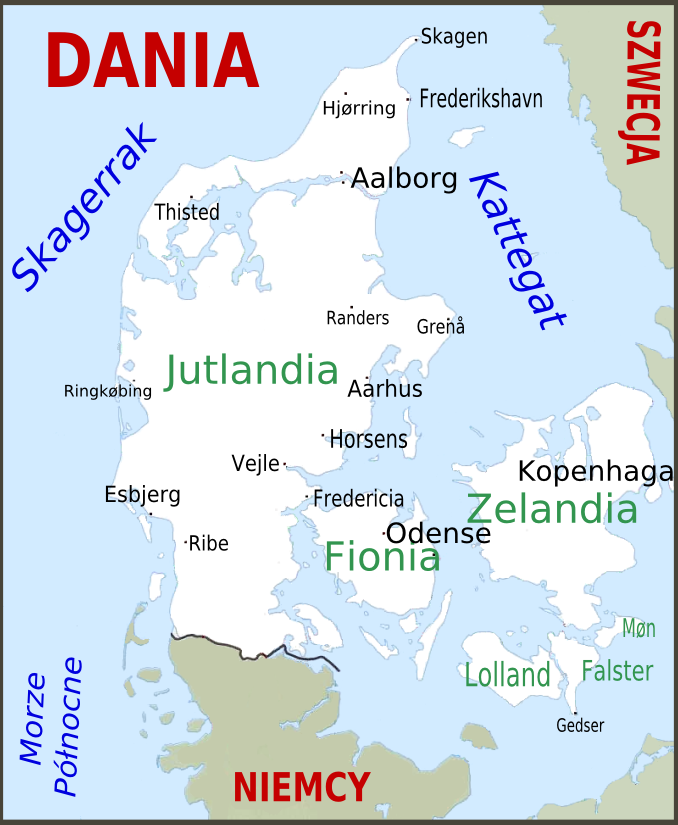
Jutlandia na mapie politycznej.

Półwysep Jutlandzki (Jutlandia, duń. Jyske Halvø, Jylland, niem. Jütland) – półwysep, zlokalizowany w północnej Europie, administracyjnie należący do Danii (jedyna śródlądowa część tego państwa) oraz Niemiec, otoczony wodami Cieśnin Duńskich, a także mórz: Bałtyckiego i Północnego.
Nasadę półwyspu tworzą: estuarium Łaby w okolicach Hamburga oraz Kanał Łaba-Lubeka, a powierzchnia Jutlandii – liczona od tej linii do miasta Skagen – wynosi 46 208 km² (z czego 16 430 km² w Niemczech). Duńska część półwyspu obejmuje natomiast 29 778 km² (ponad 2/3 całkowitego obszaru Danii), zaś jego północny fragment stanowi wyspa Nørrejyske Ø. W osi południkowej Jutlandia mierzy 337 kilometrów, zaś w osi równoleżnikowej – 174 kilometry.
W 2015 r. półwysep zamieszkiwało 7 048 566 osób, z tego: 4 466 034 osoby jego niemiecką część, a 2 582 532 osoby – duńską.

## Geografia

### Geologia
Cała Jutlandia znajduje się na obszarze niecki (bruzdy) duńsko-polskiej. Dno tej depresji budują prekambryjskie granity i gnejsy. Znajdują się one głęboko, nawet do ponad 3000 m. Ponad nimi zalega szereg warstw młodszych. Permskie łupki ilaste i osady pstrego piaskowca (trias) świadczą o suchym, pustynnym klimacie przełomu er paleozoicznej i mezozoicznej. W jurze i kredzie terytorium pokrył zalew morski. Z tego okresu pochodzą ilaste osady morskie, pokłady czerwonych margli, białej kredy i wapieni.
W trzeciorzędzie basen Morza Północnego zaczął się wycofywać ku zachodowi. Orogeneza alpejska spowodowała wygięcie misy kredowej, gdzie następnie zostały złożone osady oligoceńskie i mioceńskie. Ostatecznie dzisiejsze formy rzeźby zostały ukształtowane w czwartorzędzie.

### Geomorfologia
Lądolód skandynawski kilkakrotnie pokrył teren Jutlandii. I właśnie pozostałości po najmłodszym zlodowaceniu nadają opisywanemu obszarowi specyficzny charakter. Występuje tu równina moreny dennej, a wzgórza moren końcowych, drumliny, kemy i ozy malowniczo urozmaicają krajobraz. Wysokości względne często przekraczają 100 metrów. Tutaj znajdują się najwyższe punkty Danii – Yding Skovhøj (173 m n.p.m.), Møllehøj (171 m n.p.m.), Ejer Bavnehøj (170 m n.p.m.), czy obszar wzgórz Himmelbjerget (do 147 m n.p.m.). Równina moreny dennej poprzecinana jest dosyć głębokimi dolinami tunelowymi (powstawały u spągu lądolodu, ich przebieg jest prostopadły do jego czoła) oraz ekstramarginalne doliny wód roztopowych (tworzyły się równolegle do topniejącego czoła lądolodu). Na terenie Himmelbjerget szerokie doliny tunelowe zajmują jeziora tworząc Pojezierze Silkeborskie. Doliny tunelowe zalane przez morze tworzą tzw. föhrdy, niesłusznie nazywane fiordami. Charakterystycznymi elementami młodoglacjalnej rzeźby wschodniej Jutlandii są także sandry oraz terasy zbudowane z iłów warwowych. W południowo-zachodniej części półwyspu dominuje zniszczona rzeźba staroglacjalna, tworząca na wybrzeżu watty. Rzeki (duń. å – mała rzeka) Jutlandii są krótkie. Zaledwie trzy z nich liczą przynajmniej 100 kilometrów: Gudenå, Varde Å i Storå.

## Podział polityczny
Południowa część Jutlandii – obejmująca dwie krainy historyczne: Holsztyn i Szlezwik – należy obecnie do Niemiec, w całości stanowiąc terytorium kraju związkowego Szlezwik-Holsztyn. Na przestrzeni wieków tereny te często przechodziły z rąk do rąk pomiędzy Niemcami, a Danią. Większa część Jutlandii leży w granicach Danii, stanowiąc ok. 70% powierzchni tego państwa.

## Podział administracyjny części duńskiej
Od 1 stycznia 2007 w Jutlandii usytuowane są trzy z pięciu regionów administracyjnych Danii:
1. Jutlandia Północna
2. Jutlandia Środkowa
3. Dania Południowa

W latach 1970–2006, przed reformą administracyjną, w Jutlandii znajdowało się siedem z trzynastu ówczesnych okręgów administracyjnych (duń. amt):
- Nordjyllands Amt (Jutlandia Północna)
- Ribe Amt
- Ringkjøbing Amt
- Sønderjyllands Amt (Jutlandia Południowa)
- Viborg Amt
- Vejle Amt
- Århus Amt

Okręgi te odpowiadały wielkością polskim powiatom i dzieliły się na 142 gminy.
Największe miasta duńskiej części Jutlandii to Aarhus i Aalborg, znacznymi ośrodkami – liczącymi ponad 50 tys. mieszkańców – są również: Esbjerg, Randers, Kolding, Horsens oraz Vejle.